# 九龍區專線小巴76A、76B線
九龍區專線小巴76A線，由馬亞木旗下天祥運輸營辦，來往藍田（廣田邨）及基督教聯合醫院。
九龍區專線小巴76B線，由馬亞木旗下天祥運輸營辦，來往基督教聯合醫院及油塘。

## 歷史
- 2003年2月21日：運輸署公開招標8組共13條專綫小巴新路線，此兩線被編為同一組。[1]
- 約2003年10月：76A及76B線投入服務。
- 2005年7月31日：76A線以試辦3個月形式，往藍田（廣田邨）方向繞經順安道順天邨，以疏導九龍區專線小巴60線的龐大客量，後改為永久改道。
- 2007年6月17日：76B線延長至鯉魚門廣場，並以該處為折返點。[2][3]
- 2010年3月1日：76B線平日早上繁忙時間增設短途班次，過藍田後經啟田道返回基督教聯合醫院，不經油塘。[4]
- 2012年4月4日：76B線延長尾班車時間至22:00。[5]
- 2012年7月2日：76B線配合位於大本型基座的油塘公共運輸交匯處啟用，循環點遷往該處。[6]
- 2012年9月16日：76B線往油塘方向依原線駛經鯉魚門道近聖安當女書院後，改經高超道（高俊苑及高怡邨）。同日起取消循環運作，以基督教聯合醫院及油塘為總站。[7][8]
- 2012年10月21日：76B線分拆服務，以方便連德道及德田街一帶的長者前往基督教聯合醫院，詳情如下：[9][10]
  - 分拆成兩條支線：
    - 基督教聯合醫院↔油塘（常規班次）；及
    - 基督教聯合醫院↺藍田（輔助線）。

  - 常規班次往油塘方向改經啟田道，不再途經藍田。
  - 所有往基督教聯合醫院的班次駛經啟田道後，改經德田街及連德道前往秀茂坪道，不再途經將軍澳道。
- 2012年11月11日：76B線常規班次增設由高俊苑往油塘的分段收費，使用八達通卡的乘客於該分段內上車，於登車後60分鐘內於油塘轉乘往基督教聯合醫院的班次，可獲回贈第一程車資。分段收費試行至2013年3月31日止。[11]

## 服務時間及班次
76A
- 每天藍田（廣田邨）開：06:10-23:25（15-20分鐘一班）
- 每天由聯合醫院開：06:15-23:30（15-20分鐘一班）

76B
| 由基督教聯合醫院開出 | 由油塘開出          | 班次（分鐘） |
| 每日                 | 每日                | 每日         |
| -------------------- | ------------------- | ------------ |
| 06:00-21:00          | 06:15-21:15         | 12-15        |
| 21:30、22:00、22:35  | 21:45、22:15、22:50 | －           |

76B特別班次
| 啟田商場（藍田站）→基督教聯合醫院 | 啟田商場（藍田站）→基督教聯合醫院 |
| 服務時間                          | 班次（分鐘）                      |
| 每日                              | 每日                              |
| --------------------------------- | --------------------------------- |
| 09:00-12:00                       | 30                                |
| 18:00                             | －                                |

## 收費
76A
全程收費：$5.5
- 興田邨往基督教聯合醫院：$4.9
- 秀程樓往藍田（廣田邨）：$4.9
- 藍田（廣田邨）往返康華苑：$3.4

76B
全程收費：$5.5
- 聖公會基孝中學往基督教聯合醫院：$4.9
- 秀茂坪南邨往基督教聯合醫院：$3.9

| - 本線大小同價。 - 乘客可以現金或八達通於上車時付款，不設找續。 - 65歲或以上長者使用長者或個人八達通（包括「樂悠咭」），合資格殘疾人士使用「殘疾人士身份」個人八達通卡繳付車資，以及60至64歲香港居民使用「樂悠咭」，均可享有每程劃一$2.0的政府長者及合資格殘疾人士公共交通票價優惠計劃。 - 乘客若繳付分段收費，請通知車長調校八達通機。 |